# 涞水县
涞水县在河北省中部偏西、拒马河流域，是保定市下辖的一个县，邻接北京市。縣人民政府駐涞水镇前街10号。

## 历史沿革
汉置遒县，属涿郡；曹魏改属范阳郡，西晋、北魏、北齐皆因之；隋改名涞水县，属上谷郡；唐属易州；辽金元均属易州；明清属保定府；现属河北省保定市。

## 行政区划
涞水县下辖11个镇、4个乡：
涞水镇、永阳镇、义安镇、石亭镇、赵各庄镇、九龙镇、三坡镇、一渡镇、明义镇、王村镇、娄村镇、东文山镇、其中口乡、龙门乡、胡家庄乡和涞水县城区社区管理办公室。

## 人口
截至2022年末，淶水縣户籍總户數141749户，户籍總人口361142人，其中城鎮户籍人口157400人，鄉村户籍人口203742人。常住人口309656人，其中城鎮常住人口162327人，農村常住人口147329人。常住人口城鎮化率52.42%，比上年提高0.02個百分點。
根據第七次全国人口普查數據，截至2020年11月1日零時，淶水縣常住人口315753人。

## 交通
- 112国道过境。

## 历史名人
- 祖逖
- 祖冲之

## 延伸阅读
[在维基数据编辑]
 《欽定古今圖書集成·方輿彙編·山川典·淶水部》，出自陈梦雷《古今圖書集成》